# Les Contamines-Montjoie
Les Contamines-Montjoie este o comună în departamentul Haute-Savoie din sud-estul Franței. În 2009 avea o populație de 1.189 de locuitori.

## Evoluția populației
| An        | 1975 | 1982  | 1990 | 1999  | 2006  | 2009  |
| --------- | ---- | ----- | ---- | ----- | ----- | ----- |
| Populație | 853  | 1.027 | 994  | 1.129 | 1.182 | 1.189 |